# Карпенко Зіновія Степанівна
Зіно́вія Степа́нівна Карпе́нко  (нар. 22 січня 1959, с. Ганнівці Галицький район Івано-Франківська область) — український науковець і поет. Доктор психологічних наук, професор, завідувачка кафедри педагогічної та вікової психології Прикарпатського національного університету імені Василя Стефаника, керівник науково-дослідного Центру «Психологія розвитку особистості», головний редактор наукового журналу «Психологія особистості», член Правління Асоціації політичних психологів України.

## Освіта
Коломийське педагогічне училище (1974—1978), кваліфікація — «вчитель початкових класів»; Київський державний педагогічний інститут імені О. М. Горького (1978—1983), кваліфікація — «викладач-дослідник з педагогіки і психології»; аспірантура (1985—1989) і докторантура (1995—1998) цього ж ДВНЗ, зараз — Національний педагогічний університет імені М. П. Драгоманова, спеціальність 19.00.07 — педагогічна та вікова психологія.
Теми дисертацій (кандидатська, докторська): «Психологічні особливості самовизначення молодших школярів» (1989), «Психологічні основи аксіогенезу особистості» (1999).

## Професійна діяльність
Пройшла шлях від асистента до професора в Прикарпатському національному університеті імені Василя Стефаника, зокрема — завідувач кафедри педагогічної та вікової психології у цьому ЗВО з 2000 по 2017 р.; викладала в Поморсько- Куявській вищій школі (2007, м. Бидгощ, Польща), професор кафедри когнітивної нейропсихології Інституту психології Педагогічного університету імені Комісії національної освіти у Кракові (Польща) з 2018 р.
Членство у вітчизняних та зарубіжних наукових об'єднаннях: Товариство психологів України, Асоціація політичних психологів України, Українська спілка психотерапевтів, Наукове товариство імені Т. Г. Шевченка.

## Наукова діяльність
Керівник науково-дослідного центру «Психологія розвитку особистості» у ДВНЗ «Прикарпатський національний університет імені Василя Стефаника» з 2008 по 2020 р., Голова НМК МОН України з психології та практичної психології (2010—2013), головний редактор наукового журналу «Психологія особистості» (2010—2020), член секції № 19 «Педагогіка, психологія, проблеми молоді та спорту» експертної комісії МОН (з 2020 р.), голова спеціалізованої вченої ради Д 20.051.04 у Прикарпатському національному університеті імені Василя Стефаника і член спеціалізованої вченої ради Д 26.457.01 в Інституті соціальної та політичної психології НАПН України; науковий керівник фундаментальної держбюджетної теми «Психологічна профілактика насилля і ворожості в приватному і суспільному житті» (номер держреєстрації 0113U000186)  в 2013—2015 роках та колективної теми «Інноваційні психотехнології оптимізації аксіогенезу особистості» в Прикарпатському національному університеті імені Василя Стефаника (номер державної реєстрації 0109U001408); член журі 2-го етапу Всеукраїнського конкурсу студентських наукових робіт за спеціальністю «Педагогічна та вікова психологія» (2017—2021). Під науковим керівництвом проф. З. С. Карпенко захищено 17 кандидатських і 3 докторські дисертації.
Державні й відомчі нагороди (включаючи почесні звання): знак «Відмінник освіти України» (2005), Почесна грамота Міністерства освіти і науки України (2006), почесне звання «Заслужений діяч науки і техніки України» (2017).

## Наукові інтереси
Теоретичні та методологічні проблеми психології, аксіологічна психологія, психологія розвитку і психотерапія, психологічна герменевтика, соціальна і політична психологія, медіапсихологія; схема-терапія, наративна психотерапія.

## Основні праці
Загальна кількість публікацій: 293 праць, з них 6 — одноосібні монографії.

### Монографії
1. Карпенко З.С. Масовий мілітаристський психоз – соціальна патологія ціннісного змісту. Особистість в кризових умовах та екстремальних ситуаціях життя: колективна монографія. Івано-Франківськ: НАІР, 2024. С. 113-121.
2. Karpenko Z., Abramciow R. The methodological trends used for research on the efficiency of psychotherapy in the cultural-historical dimension. Psychological factors and technologies of personal self-fulfillment in different living conditions: Scientific monograph. Riga, Latvia: Baltija Publishing, 2024. Р. 18–43.
3. Karpenko Z. Axiological Personology in Ukraine. Kraków: Wydawnictwo Naukowe Uniwersytetu Pedagogicznego, 2021. 144 p.
4. Karpenko Z., Abramciow R.  Phenomenological analysis of an autobiographic narrative. Психологічні технології ефективного функціонування та розвитку особистості: монографія [за ред.: С. Д. Максименка, С. Б. Кузікової, В. Л. Зливкова]. Суми: Вид-во СумДПУ імені А. С. Макаренка, 2019. С. 35–45.
5. Karpenko Z. Mobbing in organizations: The typological-strategic approach. Integration of traditional and innovation processes in modern pedagogy and psychology: collective monograph / V. Afanasenko, L. Aleksіeіenko-Lemovska, Z. Karpenko, O. Melnyk, etc. Lviv-Toruń: Liha-Pres, 2019.P. 49–69.
6. Карпенко З. Аксіологічна психологія особистості: монографія. 2-е вид., перероб., доповн. Івано-Франківськ: ДВНЗ «Прикарпатський національний університет імені Василя Стефаника», 2018. 720 с.
7. Карпенко З. Аксіологічні акценти медіасоціалізації особистості / Зіновія Карпенко. Aktualne problemy społeczne w ukraińskich i polskich realiach, tendencjach, perspektywach: monografia. H. Bejger, S. Borysiuk, O. Lisovets. Niźyn: NPU im. M. Gogola, 2018.S. 80–86.
8. Kаrpеnkо Z., Kаrpеnkо Ye. Суб'єктні механізми аксіогенезу особистості. Spoleczno-pedagogiczne tworznie zreczeczywistosti/ Redakcja naukowa Marija Chepil, Oresta Karpenko, Włodzimierz Petryk. Warszawa: Wydawnictwo Szkoły Wyższej im. Bogdana Jańskiego, 2017. С.193–206.
9. Карпенко З. Феномен Небесної Сотні в контексті міфу про народження національного героя. Український Євромайдан. Прикарпатський вимір / за ред. М. Кугутяка. Івано-Франківськ: Манускрипт-Львів, 2016. С.634–640.
10. Карпенко З. С. Аксіопсихологія людської деструктивності: від анатомії до профілактики: монографія / за загальною редакцією З. С. Карпенко. Івано-Франківськ: Видавець Супрун В. П., 2016. СС. 5–34, 153—161.
11. Карпенко З. С. Аксіопсихологічні ресурси професійно-особистісної самореалізації. Особистісно-акмеологічні фактори впливу на самореалізацію індивідуальності у полікультурному світі / за наук. редакцією І. М.  Зварича. Чернівці: Чернівецький нац. ун-т, 2016. С. 83–91.
12. Карпенко З. С. Нормативно-методичні умови запровадження спеціалізації «Психологічне консультування». Психолого-педагогічні умови розвитку освітнього простору держави: кол. монографія /за заг. ред. З. Ковальчук. Львів: Львівський державний університет внутрішніх справ, 2015. С. 155—169.
13. Карпенко З. С. Аксіопсихологічна культура особистості: узагальнення експериментальних артефактів. Психологічна культура: види, інваріанти, розвиток / Колектив авторів. Суми: СумДПУ ім. А. С. Макаренка, 2014. С. 90–104.
14. Карпенко З. С. Аксиопсихологическое пространство личности как субъекта культурно-исторического развития. Историческая психология: истоки и современное состояние: монография / под ред. И. Н. Коваля, В. И. Подшивалкиной, О. В. Яремчук. Одесса: Одесский национальный университет, 2012. C. 61–81.
15. Карпенко З. С. Аксіологічна психологія особистості. Івано-Франківськ: Лілея-НВ, 2009. 512 с.
16. Карпенко З. С. Субьектное измерение индивидуальности. Психология индивидуальности: Новые модели и концепции / под научной ред. Е. Б. Старовойтенко, В. Д. Шадрикова. М.: НОУ ВПО МПСИ, 2009. С. 241—273.
17. Карпенко З. С. Етнопсихологічні особливості людності: тенденції розвитку. Етнос. Соціум. Культура: регіональний аспект. Монографія. Київ — Івано-Франківськ: ВДВ ЦІТ, 2006.  С.231–263.
18. Карпенко З. С. Картографія інтегральної суб'єктності: пост-постмодерністський проект. Людина. Суб'єкт. Вчинок: Філософсько-психологічні студії / за заг. ред. В. О. Татенка. К.: Либідь, 2006. С.157–175.
19. Карпенко З. С. Герменевтика психологічної практики. К.: Рута, 2001. 160 с.
20. Карпенко З. С. Аксіопсихологія особистості: Монографія. К.: ТОВ «Міжнар. фін. агенція», 1998. 220 с.
21. Карпенко З. С. Психокорекція розвитку дитини. Івано-Франківськ, 1994. 132 с.

### Публікації у Scopus
1. Hulias, I., & Karpenko, Z. (2022). Axiopsychological Differences of Men’s and Women’s Gender Displays in Modern Ukraine. Journal of Education Culture and Society, 13(1), 351–368.
2. Karpenko, Z. & Karpenko, Ye. (2021). The value-target factors of future journalists’ life-creation, Journal of Education Culture and Society, 1, 86–99.
3. Karpenko Z. Psychometrics, Rhetoric, Narrative in Media Psycholinguistics, East European Journal of Psycholinguistics, 2020, Vol. 7, No. 2. P. 80–96.
4. Карпенко З. С., Климпуш А. Р. Диспозиційні предиктори психологічного благополуччя майбутніх психологів в умовах воєнного стану. Інсайт: психологічні виміри суспільства, 2023, No 9. С. 11–32.

### Публікації у Web of Science Core Collection
1. Karpenko, Z.S. Тurchyn, O. V. (2017). Optimization of teashing English to psychology students by means of expressive psychologicaltechnique. Наука і освіта, 9 / CLXII, 100—104.

### Останні публікації у періодичних фахових виданнях України
1. Karpenko Z. S. Mass military psychosis in contemporary Russia: the performative dimension of countermeasures. Наукові записки Національного університету «Острозька академія». Серія «Психологія» : науковий журнал. Острог : Вид-во НаУОА, 2024. № 17. С. 75–81.
2. Карпенко З.С. Аксіометрика диспозиційного антагонізму в структурі особистості. Слобожанський науковий вісник. Серія Психологія. Випуск 1. 2024. С. 69–74.
3. Карпенко З. С. Феномен академічного ейджизму в соціальній перцепції суб'єктів освіти. Габітус. 2023. Випуск 51. С. 77–81.
4. Карпенко З. С. Культурно-історичні моделі верифікації ефективності психотерапії. Психологія і суспільство. 2022. № 2. С. 97–112.
5. Карпенко З. С., Гуляс І. А. Поетична психотерапія як засіб фасилітації духовної трансформації особистості. Науковий часопис НПУ імені М. П. Драгоманова. Серія 12. Психологічні науки. Випуск 13 (58)’ 2021. С. 35–47.
6. Karpenko Z. Meta-modernist foundations of media psychology: implementation experience. Психологія особистості. 2019. № 1 (10). С. 202—209.
7. Карпенко З. С. Мобінг в акмеперіоді: ризики і ресурси корекції життєвого сценарію особистості. Психологічний часопис. 2018. № 6(16). С. 82–94.
8. Карпенко З.  З досвіду застосування автобіографічного наративу в організаційній психології: аксіологічна оптика. Психологія особистості. 2018. № 1 (9). С. 96–104.
9. Карпенко З. Епістемологічні модуси методологічної тріангуляції в персонології. Психологія особистості. 2017. № 1 (8). С. 7–13.

### Поетичні збірки
- «Візії спасіння» (1993)
- «Дзеркало ілюзій» (1995)
- «Дорогою причастя» (2009)
- низки публікацій у періодиці («Літературний Львів», «Перевал» та ін.).